# Christophe Mputu
 (mai 2024).
Christophe Mputu est un congolais né le 8 août 1982 à Kinshasa, en République démocratique du Congo. Il a commencé à pratiquer le Ju-Jitsu à l'âge de 12 ans, après avoir découvert ce sport à la télévision. Il s'est alors inscrit dans un club local, où il a appris les bases de cet art martial.

## Palmarès
- 2023 médaille d’or à Antwerpen open Ju-jitsu[2]. Médaille d’or à l'Open de BEVEREN, médaille d'or au championnat de belgique, médaille de bronze au grand prix thailand Open, médaille de bronze au BALKAN OPEN, médaille de bronze au championnat du monde